# اسویه‌دالا
شهر اسویه‌دالا (به سوئدی: Svedala) در بخش اسویه‌دالا در کشور سوئد واقع شده‌است. جمعیت این شهر ۲۰۷۴٫۱۲ نفر است.